# Teoria di Hertz

Pressione di Hertz tra due corpi curvi

La teoria di Hertz consente di determinare la distribuzione del campo delle pressioni che nascono dal contatto tra due corpi solidi. Il primo studio di Heinrich Rudolf Hertz su questo argomento risale al 1882, con la pubblicazione di Ueber die Berührung fester elastischer Körper ("Il contatto dei solidi elastici").

## Ipotesi
In un problema di contatto hertziano, vengono effettuate le seguenti ipotesi:
- le deformazioni sono ridotte entro il limite elastico;
- ogni corpo può essere considerato un semispazio elastico, ovvero l'area di contatto è molto più piccola del raggio caratteristico del corpo;
- le superfici sono continue e non conformi;
- le superfici hanno attrito trascurabile;

Un problema nel quale almeno una di queste condizioni è violata è detto non Hertziano. I problemi non Hertziani sono molto più difficili da risolvere dei problemi Hertziani.

## Coppia rotoidale
La distribuzione del diagramma delle pressioni riferito a sfere e cilindri è di tipo ellittico. 
Nel caso di contatto tra due sfere l'area di contatto consiste in un cerchio, mentre tra due cilindri l'area di contatto è un rettangolo.
Puro rotolamento

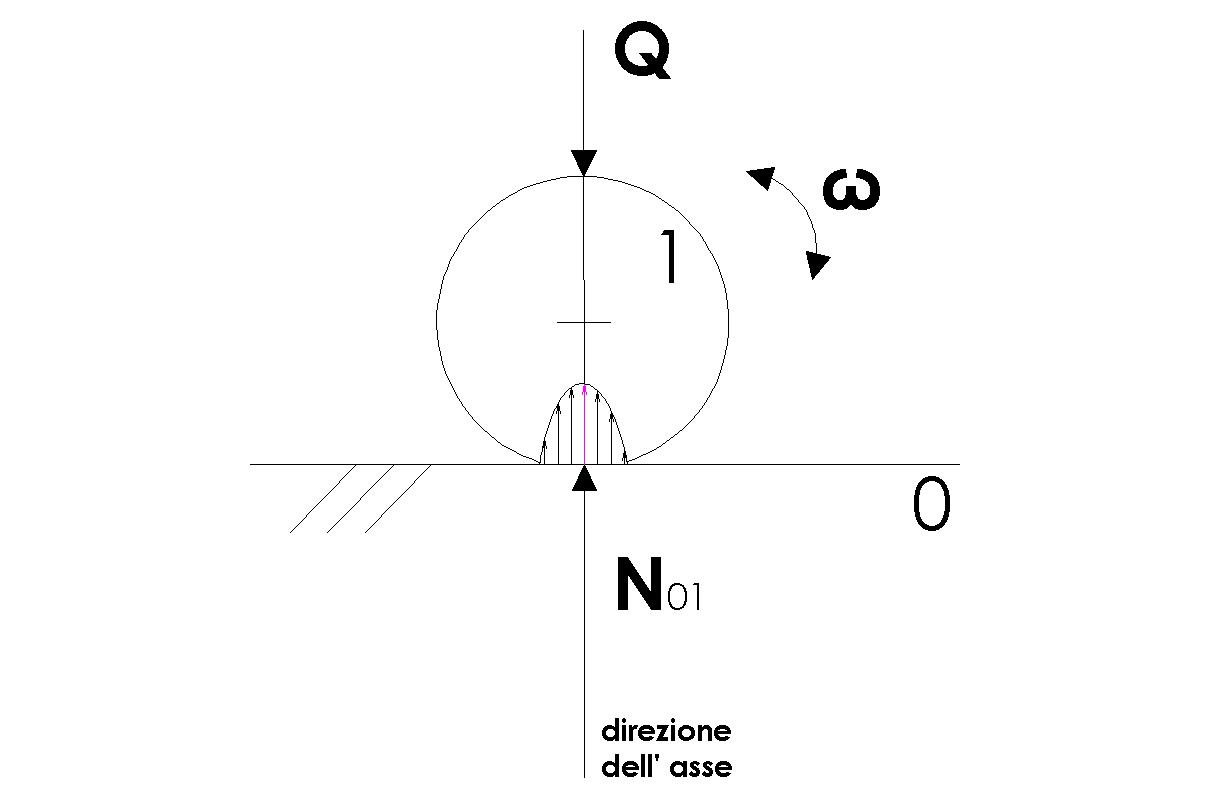
Fig. a). Diagramma delle pressioni nel puro rotolamento.
0 è il membro fisso. 1 è il membro che ruota senza strisciare. ω è la velocità di rotazione di 1. Q è la forza applicata sul membro mobile. N_{01} è la componente normale della reazione vincolare di 0 su 1.

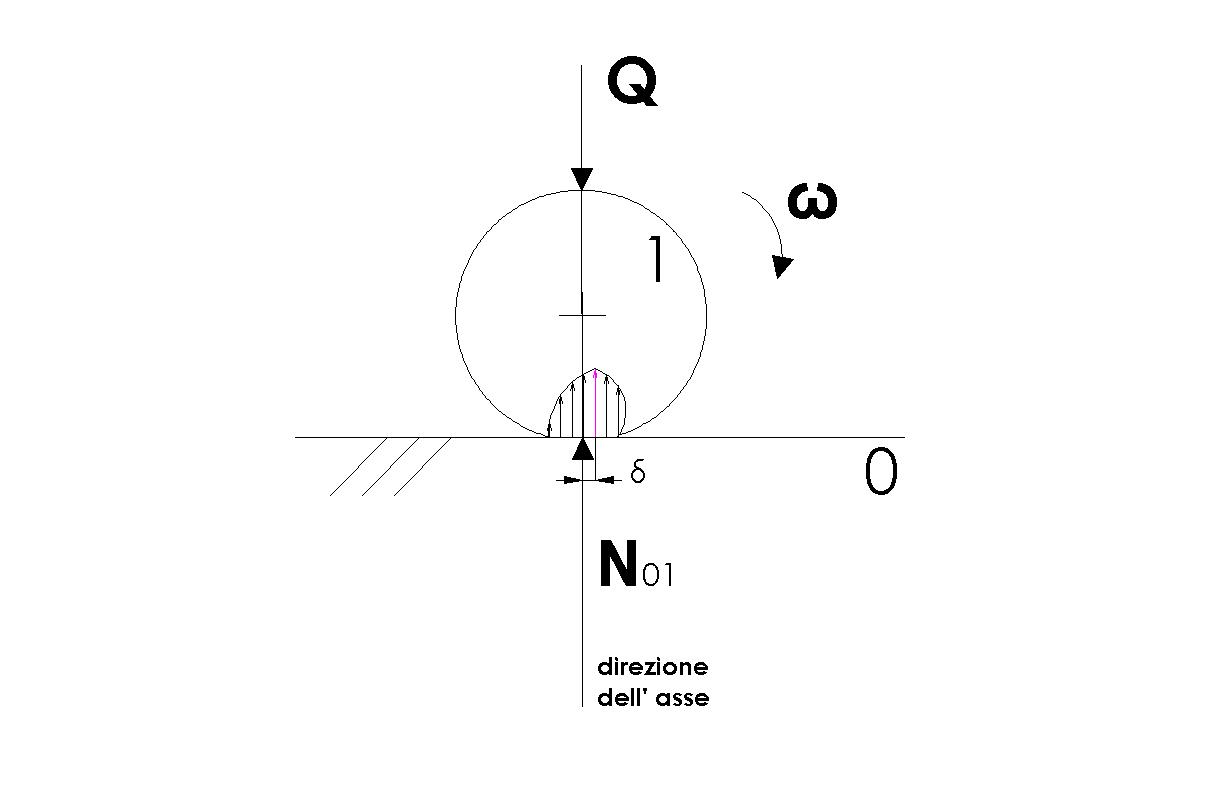
Fig. b). Diagramma delle pressioni nel rotolamento con strisciamento.

Una coppia rotoidale sottoposta a puro rotolamento (il centro di istantanea rotazione coincide con il punto di intersezione 
geometrico tra i due corpi) è interessata da un campo di distribuzione delle pressioni simmetrico rispetto alla direzione della componente normale della reazione vincolare del membro fisso su quello mobile; quindi la risultante del campo delle pressioni giace sull'asse della componente suddetta. Per una maggiore chiarezza fare riferimento alla Fig.a).
Rotolamento con strisciamento
Il campo di distribuzione delle pressioni non è più simmetrico rispetto all'asse, ma si discosta da esso di un valore δ, detto parametro di attrito volvente; la risultante del campo di pressione giace sul baricentro dello stesso. Si evince che il campo delle pressioni viene deformato nel verso del moto. Vedere la Fig. b).